# Alexander Raue
Alexander Raue (* 4. April 1973 in Halle (Saale)) ist ein deutscher Politiker (AfD). Er war von 2016 bis 2021 Abgeordneter im Landtag von Sachsen-Anhalt.

## Werdegang
Von 1990 bis 1993 absolvierte Raue ein Studium an der Ingenieurschule für Bauwesen in Leipzig, das er als Bauingenieur abschloss. Im Anschluss besuchte er die Hochschule für Technik, Wirtschaft und Kultur Leipzig, an der er 1995 die Prüfung als Diplom-Ingenieur für Bauwesen (FH) ablegte. Im Jahre 1996 leistete er seinen Wehrdienst in Bad Frankenhausen. Er arbeitete als Angestellter.

## Politik
Alexander Raue war von 2000 bis 2013 Mitglied der CDU. Im Jahre 2014 trat er in die AfD ein. Von 2014 bis 2016 war er Schatzmeister des AfD-Landesverbandes von Sachsen-Anhalt. Raue gehörte zu den Erstunterzeichnern der sogenannten „Erfurter Resolution“, des Positionspapiers des rechtsnationalen Flügels in der AfD.
Bei der Landtagswahl in Sachsen-Anhalt 2016 zog er mit 31,1 Prozent der Erststimmen als Direktkandidat seiner Partei im Wahlkreis Halle I in den Landtag von Sachsen-Anhalt ein. Er war bis 2021 Mitglied des Landtages.
Bei den Bundestagswahlen 2021 und 2025 kandidierte Alexander Raue für die AfD im Wahlkreis Halle. Bei der Wahl 2021 unterlag er mit 15,3 % der Erststimmen dem SPD-Kandidaten Karamba Diaby. Bei der Wahl 2025 stand er mit 30,6 % der Erststimmen auf Platz eins, errang aber wegen  fehlender Zweitstimmendeckung kein Direktmandat.